# 主題標籤

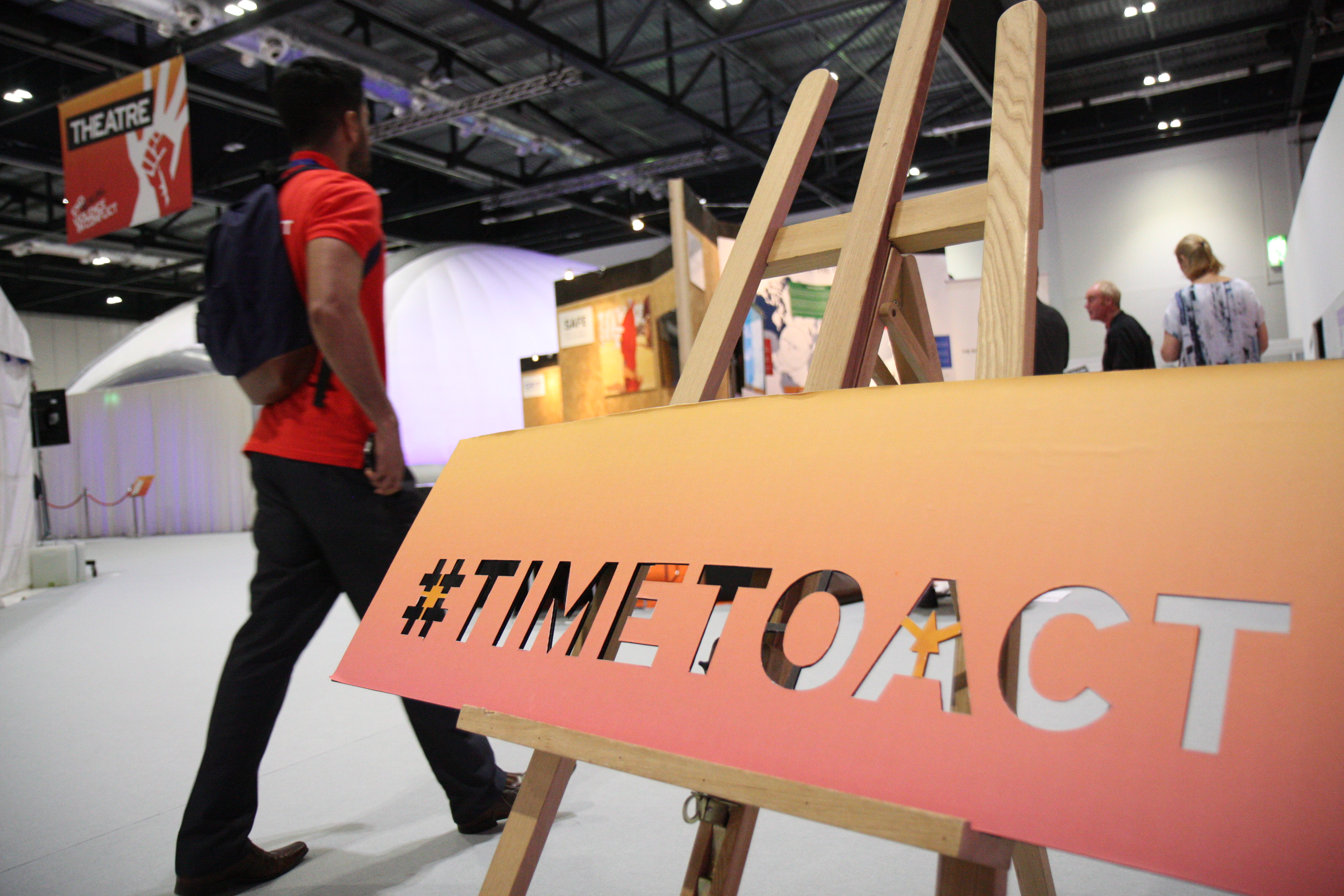
在2014年的一场会议上，一个标志请求各位用#TimeToAct这个主题标签发推文

主題標籤（英語：Hashtag），又稱為話題標記、題標，是網際網路的後設資料標籤類型之一，由一个井號（在中國社群則是前後各加一個井號）加上一個詞、單字，或沒有空格的一句話所構成。通常使用在微網誌及社群網站的貼文中，用來將各篇獨立的貼文串連在一起。如此一來使用者便可以藉著各種題標連結到同一個平台內標記有相同題標的貼文。主題標籤通常可以包含字母、数字和下划线。
因该词被广泛使用，英文hashtag一词已经于2014年6月加入牛津英语词典。在部分语境下，英文hashtag一词也常用于指代井号本身。